# 그렘린 (영화)
《그렘린》(영어: Gremlins)은 1984년 개봉한 미국의 판타지 코미디 공포 영화이다. 조 단테이가 연출하고, 크리스 콜럼버스가 각본을 썼다. 이 영화는 악마를 뜻하는 모과이(광둥어: 魔怪)라는 이름의 낯선 애완 동물을 수령한 한 젊은 남자 주인공이 겪는 소동을 다룬다. 이 생물은 물과 접촉하면 세포 분열로 급격하게 번식하며, 각 개체들은 작고 파괴적이며 악한 괴물 그렘린으로 변신한다.
1984년 6월 8일 제작을 맡은 워너 브라더스에 의해 미국에서 개봉하였으며, 흥행과 평 양면에서 성공하였다. 1985년 제5회 새턴상에서 최우수 공포 영화상, 감독상, 음악상(제리 골드스미스) 등을 수상하였다.
1990년 후속작 《그렘린 2: 뉴욕 대소동》이 개봉했다.

## 출연

### 실물
- 잭 갤리건 - 빌리 펠처 역
- 피비 케이츠 - 케이트 베링거 역
- 호이트 액스턴 - 랜들 "랜드" 펠처 역
- 폴리 홀리데이 - 루비 디글 역
- 프랜시스 리 매케인 - 린 펠처 역
- 저지 라인홀드 - 제럴드 홉킨스 역
- 딕 밀러 - 머리 퍼터먼 역
- 글린 터먼 - 로이 핸슨 역
- 키 루크 - 윙 씨 역
- 스콧 브레이디 - 프랭크 라일리 보안관 역
- 코리 펠드먼 - 피트 파운테인 역
- 조너선 뱅크스 - 브렌트 프라이 보안관보 역
- 에드워드 앤드루스 - 롤런드 코번 역
- 벌린다 벌래스키 - 조 해리스 부인 역
- 해리 케리 주니어 - 앤더슨 씨 역
- 니키 캣, 트레이시 웰스 - 초등학생 역

### 음성
- 하우이 맨델 - 기즈모 역
- 프랭크 웰커, 마이클 윈즐로 - 스트라이프 역
- 돈 스틸 - 로킨 리키 리앨토 역

### 카메오
- 스티븐 스필버그 - 리컴번트 자전거를 타는 남자 역
- 제리 골드스미스 - 공중전화 박스의 남성 역
- 케네스 토비 - 담배 피우는 주유소 직원 역
- 윌리엄 섈러트 - 바틀릿 신부 역
- 척 존스 - 존스 씨, 빌리의 멘토 역

## 제작

### 섭외
주인공 빌리 역 오디션을 본 배우로는 톰 행크스, 케빈 베이컨, 랠프 마치오, 에밀리오 에스테베즈, 롭 로, 저드 넬슨이 있다.

## 우리말 녹음
| MBC 성우진 (1990년 12월 22일) - 박기량 - 빌리(잭 갤리건) - 성유진 - 케이트(피비 케이츠) - 김현직 - 랜들(호이트 액스턴) - 이규연 - 이영달 - 황일청 - 권혁수 - 양윤선 - 정미연 | SBS 성우진 (1997년 5월 30일) - 강수진 - 빌리(잭 갤리건) - 박영희 - 케이트(피비 케이츠) - 신세인 - 박상일 - 정민희 - 최수민 - 문영래 - 김새영 - 정동열 - 오혜숙 - 장승길 - 강구한 - 정옥주 |  |